# Pierre Clémenti
Pierre Clémenti (14è districte de París, 28 de setembre de 1942 – 27 de desembre de 1999) va ser un actor i director de cinema francès.

## Biografia
Pierre Clémenti va perdre el seu pare durant la Segona Guerra Mundial. Aquest no el va reconèixer i Pierre portarà, per tant, el cognom de la seva mare, d'origen cors. El va criar sola amb el seu germà de dos anys, Maurice. Vivien en un petit apartament a rue Saint-Placide. Primer va treballar de conserge, després va fer barrets per a una casa de moda a place Vendôme. Com que arriba tard a casa, sovint va a buscar els seus fills que rondaven pels carrers de Saint-Germain-des-Prés.
Quan tenia dotze anys, va decidir enviar Pierre i el seu germà gran a un internat a Théophile-Roussel a Montesson. Va sortir dos anys més tard amb el certificat d'educació primària. Es va convertir en telegrafista, però va ser acomiadat després de sis mesos per l'administració de Postes et Télécommunications perquè tenia els cabells massa llargs.
Després es va convertir en caçador a l'Hôtel Américain, rue Littré de París, del qual també va ser acomiadat a causa dels seus cabells, que es consideraven massa llargs. Per la seva banda, la seva mare va abandonar la seva feina de confecció per fer de cambrera a la Cité universitaire, rue Férou.
Més interessat en el teatre i el cinema que en els seus treballs gastronòmics, Pierre Clémenti va prendre lliçons de drama de Charles Dullin al Vieux Colombier.
Després va treballar amb diversos directors francesos, en particular Michel Deville, Philippe Garrel o Jacques Rivette, i estrangers: Luchino Visconti, Luis Buñuel, Bernardo Bertolucci, Pier Paolo Pasolini, Glauber Rocha...
Estava casat amb l'actriu Margareth Le-Van (nascuda el 1948) amb qui té un fill, Balthazar, nascut el juliol de 1965, Marie-Laure de Noailles és la padrina. Divorciat, Pierre Clémenti es va tornar a casar més tard amb Nadine Arnoult: Valentin va néixer d'aquesta unió.
Va morir el 27 de desembre de 1999, als 57 anys, a causa d'un càncer de fetge. La seva tomba es troba al cementiri del poble de Soucy, al Yonne.
Una retrospectiva té lloc l'any 2019 durant el festival Toute la mémoire du monde a Paris, al Reflet Médicis i a la Cinémathèque Française, vint anys després de la seva desaparició.

### Fets diversos
El juny de 1971, sospitós de possessió i consum de drogues, va ser detingut a Roma. Va passar 17 mesos a la presó abans de ser alliberat per proves insuficients. Després de la seva posada en llibertat, el 1973 va publicar un llibre, Quelques messages personnels, una acusació contra la justícia i les condicions de presó, però també un testimoni que recorre els episodis essencials de la seva experiència artística. També és autor d'una obra de teatre, Chronique d'une mort retardée, de poemes i d'un oratori, Le Deuxième Monde.

## Filmografia

### Com a director
- 1967 : Visa de censure n° X — migmetratge de 43'
- 1968 : La Révolution n’est qu’un début : continuons le combat — curtmetratge de 22'
- 1969 : Carte de vœux — curtmetratge de 12'
- 1970 : Esméralda — curtmetratge
- 1971 : L'Ange et le Démon — curtmetratge
- 1978 : La Deuxième Femme — migmetratge de 48'
- 1979 : New Old
- 1981 : Check point Charlie — curtmetratge
- 1985 : À l'ombre de la canaille bleue
- 1989 : Soleil — curtmetratge de 16'

### Com a actor

#### Cinema
- 1960 : Chien de pique d'Yves Allégret
- 1961 : Adorable Menteuse de Michel Deville
- 1962 : Il Gattopardo de Luchino Visconti
- 1964 : Cent Briques et des tuiles de Pierre Grimblat
- 1964 : As Ilhas Encantadas de Carlos Vilardebó
- 1966 : Brigade antigangs de Bernard Borderie
- 1966 : Belle de jour de Luis Buñuel
- 1966 : Un homme de trop, de Costa-Gavras
- 1966 : L'uomo che ride de Sergio Corbucci
- 1966 : Homeo, curtmetratge d'Étienne O'Leary
- 1967 : Lamiel de Jean Aurel
- 1967 : Pop Game de Francis Leroi
- 1967 : Les Idoles de Marc'O
- 1967 : Benjamin ou les Mémoires d'un puceau de Michel Deville
- 1967 : Le Désordre à vingt ans de Jacques Baratier (documental)
- 1968 : Scusi, facciamo l'amore? de Vittorio Caprioli
- 1968 : Partner de Bernardo Bertolucci
- 1968 : Les Roses de Tourlaville de Jean-Paul Bourdeaudrucq
- 1968 : La sua giornata di gloria d'Edoardo Bruno
- 1968 : Roue de cendres de Peter Emanuel Goldman
- 1969 : La Via Làctia de Luis Buñuel
- 1969 : Le Lit de la Vierge de Philippe Garrel
- 1969 : Porcile de Pier Paolo Pasolini
- 1969 : Antenna d'Adriaan Ditvoorst
- 1969 : Il conformista de Bernardo Bertolucci
- 1970 : Necropolis de Franco Brocani
- 1970 : I cannibali de Liliana Cavani
- 1970 : Cabezas cortadas de Glauber Rocha
- 1970 : Renaissance d'Yvan Lagrange
- 1970 : La Leçon de choses d'Yvan Lagrange
- 1970 : Le Matin d'Yvan Lagrange
- 1970 : Nini Tirabuscio, la donna che invento la mossa de Marcello Fondato
- 1970 : Jupiter de Jean-Pierre Prévost
- 1970 : La Pacifista de Miklós Jancsó
- 1970 : La Cicatrice intérieure de Philippe Garrel
- 1971 : La Famille d'Yvan Lagrange
- 1971 : La Passion d'Yvan Lagrange
- 1971 : La vittima designata de Maurizio Lucidi
- 1972 : Crush Proof de François De Menil
- 1973 : L'Ironie du sort d'Édouard Molinaro
- 1973 : Jennifer Pierre Bertrand-Jaume
- 1973 : Ketchup de Richard Johnson
- 1973 : Steppenwolf de Fred Haines
- 1973 : Sweet Movie de Dušan Makavejev
- 1974 : De quoi s'agit-il? de Jean-Pierre Léaud et Michel Varésano
- 1975 : Le fils d'Amr est mort de Jean-Jacques Andrien
- 1975 : Le Berceau de cristal de Philippe Garrel
- 1976 : L'Affiche rouge de Frank Cassenti
- 1976 : Les Apprentis Sorciers d'Edgardo Cozarinsky
- 1977 : Zoo zéro d'Alain Fleischer
- 1977 : La Chanson de Roland de Frank Cassenti
- 1977 : Le Manque de Robert Dionoux
- 1977 : Autoportrait d'un schizophrène d'Éric Duvivier
- 1977 : Ces oiseaux de feu de Philippe Masliah
- 1978 : Plages sans suites de Jean Marc Turine
- 1978 : Piccole labbra de Mimmo Cattarinich
- 1978 : Mardi et mercredi de Nadine Alcan
- 1979 : La Brune et moi de Philippe Puicouyoul
- 1979 : La Vraie Histoire de Gérard Lechômeur de Joaquín Lledó
- 1980 : Cauchemar de Noël Simsolo
- 1980 : Stridura d'Ange Leccia (curtmetratge)
- 1980 : Quartet de James Ivory
- 1980 : Le Pont du Nord de Jacques Rivette
- 1980 : 44 ou les récits de la nuit de Moumen Smihi
- 1980 : Paris s'en va de Jacques Rivette
- 1980 : Lettre de fusillés de Frank Cassenti
- 1980 : Exposed de James Toback
- 1981 : L'Amour des femmes de Michel Soutter
- 1981 : Histoires extraordinaires : La Chute de la maison Usher d'Alexandre Astruc
- 1982 : Chassé-croisé d'Arielle Dombasle
- 1983 : Clash de Raphaël Delpard
- 1983 : Canicule d'Yves Boisset
- 1984 : Le Rapt de Pierre Koralnik
- 1987 : Es ist nicht leicht ein Gott zu sein de Peter Fleischmann
- 1987 : Un bambino di nome Gesù (telefilm) de Franco Rossi
- 1989 : L'Autrichienne de Pierre Granier-Deferre
- 1990 : La Fosse commune d'Alain Raoust
- 1990 : Céleste de Laurent Tuel
- 1990 : Massacres de Jean-Claude Roy
- 1990 : Clones d'André Almuro i Yves Pélissier
- 1991 : Lapsus de Cyril Huot i Jérôme Soubeyrand
- 1991 : Ange de Thierry Cervoni
- 1992 : Attendre le navire d'Alain Raoust
- 1993 : KL Transit de Stelios Pavlidis
- 1994 : Enas Ipoptos politis de Stelios Pavlidis
- 1997 : Le Bassin de J.W. de João César Monteiro
- 1997 : Le Nègre de François Lévy-Kuentz
- 1998 : Hideous kinky de Gillies MacKinnon

#### Televisió
- 1961 : Flore et Blancheflore de Jean Prat
- 1963 : Une affaire de famille (Les Cinq Dernières Minutes, temporada 1, episodi 29) de Jean-Pierre Marchand
- 1966 : Les Compagnons de Jéhu de Michel Drach
- 1978 : Les Grandes Conjurations : Le Tumulte d'Amboise de Serge Friedman
- 1979 : Madame Sourdis de Caroline Huppert
- 1981 : Les Enquêtes du commissaire Maigret d'Yves Allégret (sèrie de televisió), episodi : Une confidence de Maigret
- 1982 : Deuil en vingt-quatre heures de Frank Cassenti
- 1982 : La Steppe de Jean-Jacques Goron
- 1983 : Par ordre du Roy de Michel Mitrani
- 1983 : Il faut marier Julie de Marc Marino
- 1983 : L'Homme de la nuit de Juan Luis Buñuel
- 1983 : L'Étrange Château du docteur Lerne de Jean-Daniel Verhaeghe
- 1984 : Les Aventures du jeune Patrick Pacard de Gero Erhardt
- 1984 : Christmas Carol de Pierre Boutron
- 1985 : L'Histoire en marche: Le Serment de Roger Kahane
- 1985 : Une femme innocente de Pierre Boutron
- 1989 : Une femme tranquille de Joyce Buñuel
- 1989 : Manon Roland d'Édouard Molinaro
- 1994 : L'Aquila della notte de Cinzia Th. Torrini
- 1998 : Le Goût des fraises de Frank Cassenti

## Teatre
- 1961 : Procès aux Templiers de Jean-Claude Eger, escenografia de Jean-Pierre Kalfon
- 1962 : Les Play Girls de Marc'O, escenografia de l'autor.
- 1963 : Le Printemps de Marc'O, escenografia de l'autor, Théâtre Récamier
- 1964 : Il faut passer par les nuages de François Billetdoux, escenografia Jean-Louis Barrault, Théâtre de l'Odéon
- 1965 : Les Bargasses de Marc'O, escenografia de l'autor, Théâtre Édouard VII, Studio des Champs-Élysées
- 1966 : Les Idoles de Marc'O, escenografia de l'autor, Bobino
- 1974 : Isabella Morra de Pieyre de Mandiargues, escenografia Jean-Louis Barrault, Théâtre d'Orsay[7]
- 1973 : Le Creux de la vague de Marc'O, escenografia de l'autor
- 1975 : Le Triangle frappe encore de Marc'O, escenografia de l'autor, Théâtre national de Chaillot
- 1977 : Héliogabale, d’après Antonin Artaud, ballets du s.XX| de Maurice Béjart : le poète
- 1981 : La Tour de la Défense de Copi, escenografia Claude Confortès, Théâtre Fontaine
- 1986 : Soleil de Henri Mitton, escenografia Jean-Pierre Granval avec la voix off de Madeleine Renaud et le film du même nom de Pierre Clementi, Théâtre du Rond-Point
- 1987 : Richard III de William Shakespeare, escenografia et avec Francis Huster, Théâtre du Rond-Point
- 1989 : Marat-Sade de Peter Weiss escenografia de Gérard Gelas, Compagnie du Chêne Noir, Opéra d'Avignon[8]
- 1989 : Bartleby d'après Herman Melville, escenografia René Dupuy, Théâtre du Tourtour
- 1992 : Chronique d'une mort retardée (autor i escenografia), Théâtre « Le rouge et le noir »(Niça), Théâtre du Tourtour (Paris)
- 1997 : Chronique d'une mort retardée (auteur et escenografia), Théâtre des Roues (reprise au Festival d'Avignon)

## Publicacons
- Quelques messages personnels, 1973 ; reedició, Gallimard, 2006, ISBN 978-2-07-030748-7